# Ján Packa
Ján Packa (* 22. květen 1952, Vlčany) je bývalý slovenský házenkář, hrající na postu brankáře, 120násobný reprezentant ČSSR, v současnosti trenér.
Během aktivní činnosti působil v klubech Spartak SMZ Dubnica (1968–1971), ČH Bratislava (1971–1986) a v dolnosaském SG Varel-Altjűhrden na severu Německa (1986–1987). Jako reprezentant se zúčastnil dvou MS (1974, 1978) a jedněch olympijských her (1976). V letech 1975, 1976 a 1978 byl nejlepším házenkářem Slovenska, v roce 1976 i nejlepším házenkářem ČSSR.
Svou trenérskou kariéru začal v roce 1989 jako trenér brankářek a asistent trenéra v rakouském ženském klubu Hypo Niederösterreich a zároveň i jako asistent trenéra rakouské ženské reprezentace. Později trénoval několik dalších mužských a ženských klubových celků, včetně reprezentace Slovenska (1997).
Od ledna 2012 do června 2014 byl trenérem žen klubu IUVENTA Michalovce.